# Strażnica WOP Grabiszyce
Strażnica WOP Grabiszyce – podstawowy pododdział graniczny Wojsk Ochrony Pogranicza.

## Formowanie i zmiany organizacyjne
Późną jesienią 1949, w strukturze 14 batalionu Ochrony Pogranicza, została sformowana w Grabiszycach Górnych strażnica WOP nr 8a. Służbę graniczną rozpoczęła 21 grudnia 1949 .
Od 15 marca 1954 wprowadzono nową numerację strażnic, a strażnica WOP GrabiszyceIII kategorii  otrzymała nr 11 w skali kraju. 
W 1956 rozpoczęto numerowanie strażnic na poziomie brygady. Strażnica III kategorii Grabieszyce Górne była 11. w 8 Brygadzie Wojsk Ochrony Pogranicza. W 1960, po kolejnej zmianie numeracji, strażnica posiadała numer 19 i zakwalifikowana była do kategorii IV w 8 Łużyckiej Brygadzie WOP . W 1964 strażnica WOP nr 18 Grabieszyce uzyskała status strażnicy lądowej, podlegała bezpośrednio dowództwu brygady i zaliczona została do IV kategorii.

## Komendanci/dowódcy strażnicy
| stopień    | imię i nazwisko | okres pełnienia służby | kolejne stanowisko |
| ---------- | --------------- | ---------------------- | ------------------ |
| st. sierż. | Józef Hajt      | ?-1952                 |                    |
| st. sierż. | Antoni Kubicki  | 1952-?                 |                    |